# Pipra (West)
Pipra (West) – gaun wikas samiti we wschodniej części Nepalu w strefie Sagarmatha w dystrykcie Saptari. Według nepalskiego spisu powszechnego z 2001 roku liczył on 765 gospodarstw domowych i 3918 mieszkańców (2021 kobiet i 1897 mężczyzn).